# Misael Sosa
Misael Alejandro Sosa (San Luis, Argentina, 28 de enero de 2002) es un futbolista argentino y se desempeña como mediocentro ofensivo en el Godoy Cruz de la Primera División de Argentina.

## Trayectoria

### Club Atlético Juventud Unida Universitario
Empezó su carrera juvenil en el Club Atlético Juventud Unida Universitario. En 2021 fue promovido oficialmente al primer plantel del club para disputar el Torneo Federal A. Jugaría 78 partidos y marcaría 11 goles en 4 temporadas.

### Club Deportivo Maipú
Tras sus actuaciones en el Torneo Federal A, se unió al Deportivo Maipú de la Primera Nacional el 1 de enero de 2024 en calidad de préstamo con opción a compra. Debutaría profesionalmente el 3 de febrero de 2024 en la derrota por 2-0 ante el Chacarita Juniors, ingresando desde el banquillo al minuto 46'. Jugó 36 partidos, marcó 12 goles y repartió 3 asistencias. Al finalizar la temporada sería activada la opción de compra por parte del Deportivo Maipú, para inmediatamente ser vendido al Sporting Cristal por 250.000 euros. Deportivo Maipú conservaría un 50% de los derechos del jugador en futuras ventas.

### Club Sporting Cristal
El 2 de diciembre de 2024 sería oficializado como nuevo fichaje del Sporting Cristal para afrontar la Copa Libertadores, firmando un contrato hasta 2027. Hizo su debut en el club peruano el 9 de febrero de ese mismo año en el empate por 2-2 ante el Alianza Universidad. Tan solo siete meses de haber llegado al club peruano y no poder consolidarse en el once inicial, sería vendido al Godoy Cruz. Jugó 17 partidos y marcó 2 goles.

### Godoy Cruz
El 24 de julio de 2025, Godoy Cruz anunció la incorporación de Misael Sosa para afrontar la Primera División Argentina. Hizo su debut oficial tan solo tres días después en el empate por 0-0 ante el CA Talleres por la tercera jornada de la Primera División Argentina.

## Clubes
| Club                                       | País      | Año       | Partidos | Goles |
| ------------------------------------------ | --------- | --------- | -------- | ----- |
| Club Atlético Juventud Unida Universitario | Argentina | 2020-2023 | 78       | 11    |
| Club Deportivo Maipú                       | Argentina | 2024      | 36       | 12    |
| Club Sporting Cristal                      | Perú      | 2025      | 17       | 2     |
| Godoy Cruz                                 | Argentina | 2025      | 1        | 0     |